# 51824 Майкандерсон
51824 Майкандерсон (51824 Mikeanderson) — астероїд головного поясу, відкритий 19 липня 2001 року.
Тіссеранів параметр щодо Юпітера — 3,220.